# Oleg (Kiewer Rus)

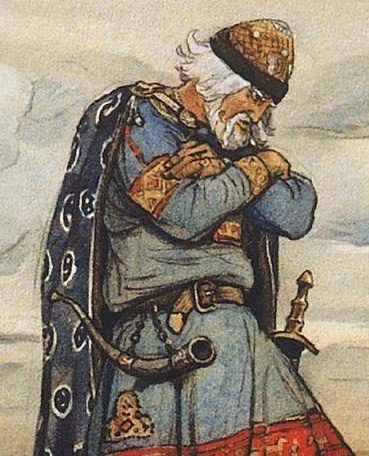
Oleg auf einem Gemälde von Wiktor Wasnezow

Oleg, genannt „der Weise“, (kyrillisch Олег; altostslawisch Ольгъ / Ꙍлегъ; kirchenslawisch Ольгъ Вѣщии; altnordisch Helgi; † 912 oder 922) war ein Herrscher der Rus. Er stammte aus dem Geschlecht der Rurikiden und soll 879 als Regent für Igor, den Sohn Ruriks, die Herrschaft über den altostslawischen Staat übernommen haben.

## Biografie
Der Nestorchronik zufolge kam Oleg im Jahre 882 mit seinem Heer aus Nowgorod nach Kiew und ließ dort die Herrscher Askold und Dir töten. Die beiden Angehörigen der Rus, die allerdings nicht mit Rurik verwandt waren, hatten zuvor ein unabhängiges politisches Gebilde errichtet und einen wichtigen Teil des Handelsweges von den Warägern zu den Griechen kontrolliert. Oleg beschuldigte sie der eigenwilligen Machtergreifung, bevor er sie tötete. Der gesamte Handelsweg war nun in der Hand der Rurikiden. Da Kiew in der Mitte des Handelswegs lag und auch gute Ost-West-Verbindungen hatte, verlagerte Oleg des Herrschaftszentrum der Dynastie von Nowgorod nach Kiew und gilt dadurch als Begründer der Kiewer Rus.
Wie bei allen anderen Herrschern der Rus im 9. Jahrhundert ist auch bei Oleg nicht endgültig klar, ob es ihn tatsächlich gegeben hat oder ob es sich bei ihm um eine Legendengestalt handelt. Die Verlagerung des rurikidischen Herrschaftszentrums von Nowgorod nach Kiew zur Zeit Olegs ist jedoch eindeutig belegt. Mit der Kontrolle über diese strategisch günstig an Fernhandelswegen gelegene Siedlung begann die Bildung des rurikidischen Großreiches.

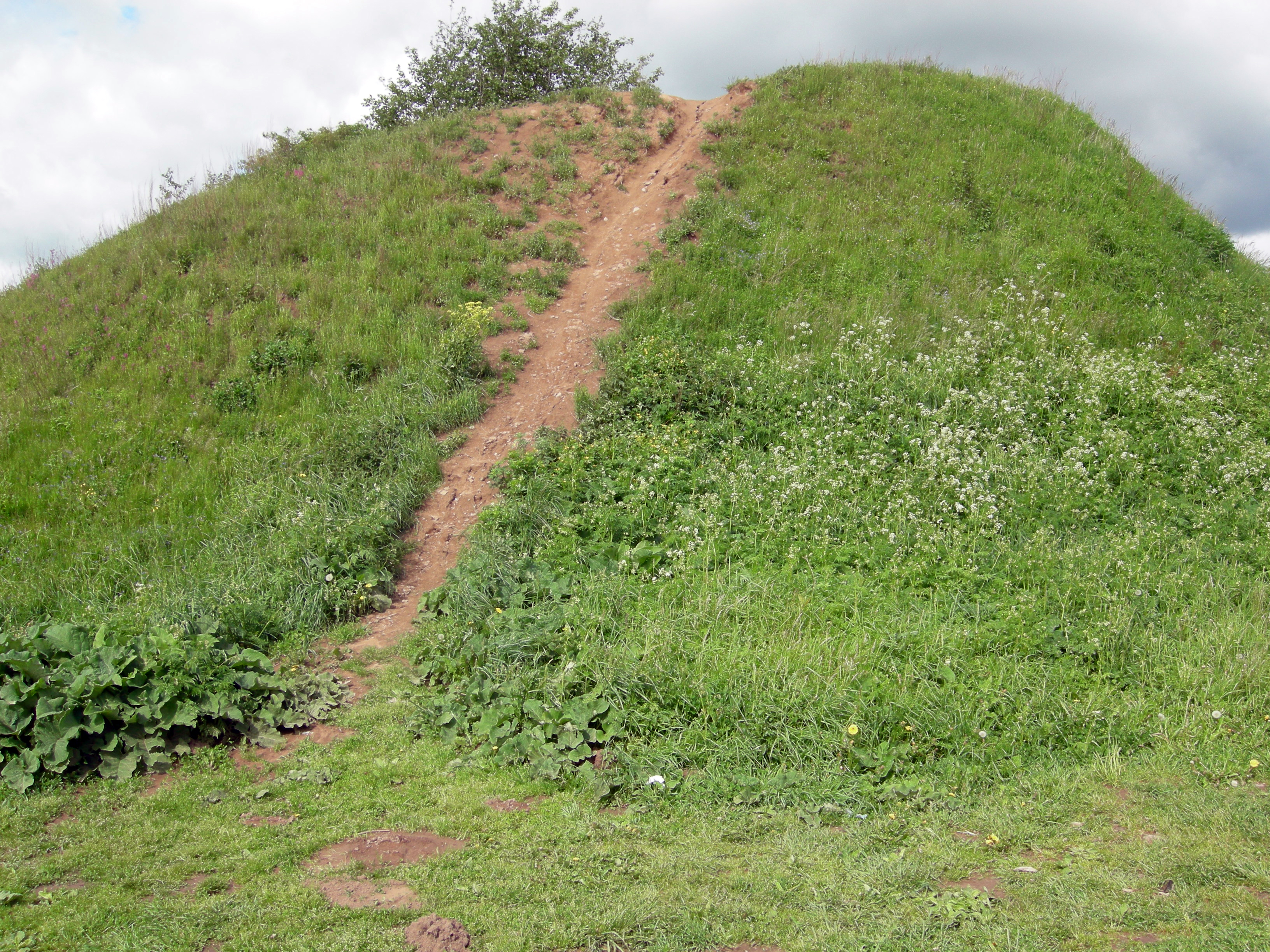
Die mögliche Grabstätte Olegs am Fluss Wolchow nahe Staraja Ladoga

Zu den wenigen gesicherten Daten, die mit Oleg in Verbindung gebracht werden, gehören ein großer Kriegszug gegen Konstantinopel im Jahr 907 und ein Handelsvertrag mit dem byzantinischen Kaiser aus dem Jahr 911. Teilnehmer am Zug nach Konstantinopel 907 waren Waräger, Ilmensee-Slowenen, Tschuden, Slowenen, Kriwitschen, Merer, Drewlanen, Radimitschen, Poljanen, Sewerjanen, Wjatitschen, Chorwaten, Duleben, Tiwerzen. In dieser Zeit war die Rus noch nicht christianisiert. Erste Berührungspunkte mit dem Christentum ergaben sich für die Bevölkerung der Kiewer Rus durch christlich-orthodoxe Siedlungen an der Schwarzmeerküste, worauf die spätere orthodoxe Prägung Russlands, der Ukraine und Weißrusslands zurückgeht, die allesamt ihre historischen Wurzeln in der Kiewer Rus sehen.
Ebenso führte Oleg Krieg gegen die Chasaren und machte die ostslawischen und finnischen Stämme des Wolga-Oka-Gebietes tributpflichtig.
Oleg starb angeblich 912.

## Nachwirkung
Der russische Nationaldichter Alexander Puschkin widmete Oleg sein Gedicht Lied der Wahrsagung für Oleg (russisch Песнь о вещем Олеге), in dem er die Legende verarbeitete, die besagt, dass Oleg durch den Biss einer Schlange starb, die aus dem Schädel seines Rosses hervorkroch.